# Partit Unit per al Desenvolupament Nacional
El Partit Unit per al Desenvolupament Nacional (UPND) és un partit polític liberal de Zàmbia, liderat per Hakainde Hichilema, l'actual president del país. El partit és membre observador de la Xarxa Liberal d'Àfrica, associada a la Internacional Liberal.

## Història
L'UPND es va establir el desembre de 1998, liderada inicialment per Anderson Mazoka, que havia abandonat el Moviment per a la Democràcia Multipartidista (MMD). Mazoka va ser el candidat presidencial del partit per a les eleccions generals de 2001, acabant segon amb el 27% dels vots, menys del 2% per darrere del guanyador Levy Mwanawasa del MMD. A les eleccions a l'Assemblea Nacional l'UPND va obtenir 49 escons, convertint-se en el segon partit després del MMD.
El març de 2006, el partit es va unir a l'Aliança Democràtica Unida, formada pels tres majors partits de l'oposició per participar en les eleccions generals d'aquell any. Després de la mort de Mazoka el maig de 2006, Hakainde Hichilema es va convertir en líder del partit i va ser el candidat presidencial de l'aliança. No obstant això, va acabar tercer darrere de Mwanawasa i Michael Sata amb el 25% dels vots. L'UDA només va obtenir 26 escons a l'Assemblea Nacional, per sota dels 74 que havien aconseguit els tres partits el 2001.
Hichilema va ser el candidat de la UPND a les eleccions presidencials de 2008, quedant tercer amb el 20% dels vots. Va tornar a quedar tercer a les eleccions generals del 2011 amb el 18% dels vots, mentre que l'UPND va aconseguir 28 escons a l'Assemblea Nacional, convertint-se en el tercer partit. Hichilema tornar a ser seleccionat com a candidat per a les eleccions de 2015, convertint-se en el principal oponent al candidat del Front Patriòtic (PF), Edgar Lungu, després de rebre el suport de diversos diputats del MMD. Tot i que Hichilema va rebre el 47% dels vots, Lungu va ser escollit amb el 48% .
A les eleccions generals del 2021, després de gairebé 23 anys a l'oposició, l'UPND es va convertir en el partit més important de l'Assemblea Nacional, sumant 24 escons més i fent un total de 82 escons, que formen el 46,64% del parlament, i alhora, Hichilema va aconseguir finalment la presidència del país.

## Resultats electorals

### Eleccions presidencials
| Any  | Líder              | Vots      | %      | Resultat |
| ---- | ------------------ | --------- | ------ | -------- |
| 2001 | Anderson Mazoka    | 472,697   | 27.20% | Derrota  |
| 2006 | Hakainde Hichilema | 693,772   | 25.32% | Derrota  |
| 2008 | Hakainde Hichilema | 353,018   | 19.70% | Derrota  |
| 2011 | Hakainde Hichilema | 506,763   | 18.17% | Derrota  |
| 2015 | Hakainde Hichilema | 780,168   | 46.67% | Derrota  |
| 2016 | Hakainde Hichilema | 1,760,347 | 47.63% | Derrota  |
| 2021 | Hakainde Hichilema | 2,852,348 | 59.02% | Electe   |

### Eleccions Legislatives
| Any  | Líder              | Vots               | %      | Escons   | +/– | Pos. | Resultat |
| ---- | ------------------ | ------------------ | ------ | -------- | --- | ---- | -------- |
| 2001 | Anderson Mazoka    | 416,236            | 23.77% | 49 / 150 | Nou | Nou  | Oposició |
| 2006 | Hakainde Hichilema | 610,608 Dins l'UDA | 22.51% | 26 / 150 | 48  | 3r   | Oposició |
| 2011 | Hakainde Hichilema | 464,527            | 17.21% | 28 / 150 | 2   | = 3r | Oposició |
| 2016 | Hakainde Hichilema | 1,525,049          | 41.66% | 58 / 156 | 30  | 2n   | Oposició |
| 2021 | Hakainde Hichilema | 2,230,324          | 46.22% | 82 / 156 | 24  | 1r   | Majoria  |